# Colbusa postlutea
Colbusa postlutea là một loài bướm đêm trong họ Noctuidae.